# Tesserodon setulosum
Tesserodon setulosum là một loài bọ cánh cứng trong họ Bọ hung (Scarabaeidae).